# 1196

سنة 1196 كانت سنة كبيسة تبدأ يوم الإثنين حسب التقويم اليولياني.

## مواليد
- سفياتوسلاف فسيفولودوفيتش.
- أبو الحسن الشاذلي.
- الناصر محمد بن عبد الله.

## وفيات
- الأفضل بن صلاح الدين.
- بيلا الثالث.
- باسافا.
- إيفان آسين الأول.
- ابن مضاء.